# Qernertivartivit
Qernertivartivit [ˌqɜnːɜtːiˈvɑtːivit] (Kitaamiusut Qernersuarsuit [ˌqɜnːɜsːuˈɑsːuit]; nach alter Rechtschreibung K'ernertivartivit bzw. K'ernerssuarssuit) ist eine wüst gefallene grönländische Siedlung im Distrikt Ammassalik in der Kommuneqarfik Sermersooq.

## Lage
Qernertivartivit liegt auf einer gleichnamigen Insel im Ammassaliip Kangertiva. Direkt vor dem Ort liegen mehrere kleine Inseln, Saartia, Kuuppaararteq, Kiatterpaarajik, Aappappik und Qalereersaartaqarti. Qernertivartivit liegt zudem an der Meerenge Ikaasaajik, deren Ausläuferfjorde sich in die Ammassalik Ø schneiden. Es befindet sich zudem im Zentrum der vier Orte Tasiilaq im Südwesten (19 km), Tiilerilaaq im Nordwesten (29 km), Kuummiit im Nordosten (21 km) und Kulusuk im Südosten (17 km).

## Geschichte
Qernertivartivit wurde 1919 zu einer dauerhaften Siedlung. Die Tunumiit waren ursprünglich ein Nomadenvolk. Die Bevölkerungszahl lag nie über 45 Personen, womit der Ort auch für grönländische Verhältnisse immer klein war, und es gab weder Kirche noch Schule. 1959 wurde ein Depotladen errichtet, welcher nicht regelmäßig beliefert wurde.

## Bevölkerungsentwicklung
Spätestens seit den 1990er Jahren lebten kaum noch Menschen in Qernertivartivit. Anfang des 21. Jahrhunderts wurde nur noch eine Person gezählt. Seit 2005 lebte niemand mehr hier. Einzig 2016 wurde noch einmal eine einzelne Person als in Qernertivartivit lebend gezählt.